# Президентські вибори у Фінляндії 2024
Президентські вибори у Фінляндії, в яких громадяни країни обирали Президента Республіки на 6-річний термін, пройшли на початку 2024 року. 
28 січня року закінчився перший тур, за результатами якого у другий тур вийшли колишній прем'єр Александр Стубб від правлячої Коаліційної партії та колишній міністр закордонних справ Пекка Гаавісто від виборчого об'єднання та «Зелених». 
11 лютого 2024 року відбувся другий тур, в якому переміг Стубб, який набрав 51,62% голосів, і випередив Гаавісто менш ніж на 100 тис. голосів.
Чинний президент Саулі Нійністе обіймав посаду максимально можливі два терміни поспіль, тому не брав участі у виборах. Його повноваження закінчилися в лютому.

## Результати першого туру
| Ім'я            | Партія                               | Перший тур    | Перший тур        | Другий тур    | Другий тур        |
| Ім'я            | Партія                               | Число голосів | Частка голосів, % | Число голосів | Частка голосів, % |
| --------------- | ------------------------------------ | ------------- | ----------------- | ------------- | ----------------- |
| Александр Стубб | Національна коаліція                 | 882 113       | 27,21             | 1 575 444     | 51,62             |
| Пекка Гаавісто  | Зелений союз                         | 836 357       | 25,80             | 1 476 634     | 48,38             |
| Юссі Галла-аго  | Істинні фіни                         | 615 487       | 18,99             |               |                   |
| Оллі Рен        | Фінляндський центр                   | 496 518       | 15,32             |               |                   |
| Лі Андерссон    | Лівий Союз                           | 158 328       | 4,88              |               |                   |
| Ютта Урпілайнен | Соціал-демократична партія Фінляндії | 140 802       | 4,34              |               |                   |
| Сарі Ессайя     | Християнські демократи               | 47 820        | 1,48              |               |                   |
| Міка Аалтола    | безпартійний                         | 47 426        | 1,46              |               |                   |
| Гаррі Гаркімо   | Рух «Зараз»                          | 17 013        | 0,52              |               |                   |
| РАЗОМ:          | РАЗОМ:                               | 3 241 864     | 100,00            | 3 052 078     | 100,00            |